# 병천면
병천면(竝川面)은 충청남도 천안시 동남구에 있는 면이다. 병천 순대로 유명하고, 1919년에 아우내장터 만세운동이 일어난 곳이다. 용두리는 유관순 열사의 고향이기도 하며, 탑원리에는 유관순 열사 유적지가 있다. 이러한 특성 때문에, 병천면에서는 만세운동을 기념하기 위해 매년 3·1절 전날마다 "아우내 봉화제"를 연다.

## 연혁
- 1895년 조선 고종 32년 : 목천군 갈전면
- 1914년 3월 1일 : 천안군 갈전면
- 1963년 3월 1일 : 천원군 병천면
- 1995년 5월 10일 : 천안시 병천면
- 1995년 8월 2일 : 병천면 복다회리를 송정리로 개칭하였다.[1]
- 2008년 6월 23일 : 천안시 동남구 병천면

## 행정 구역
- 가전리 (佳田里)
- 관성리 (冠星里)
- 도원리 (桃源里)
- 매성리 (梅城里)
- 병천리 (竝川里)
- 봉항리 (鳳項里)
- 송정리 (松亭里)
- 용두리 (龍頭里)
- 탑원리 (塔院里)

## 아우내장터 만세운동
아우내장터 만세운동은 1919년 음력 3월 1일, 아우내 장터에 있던 3,000여명의 사람들이 대한 독립만세를 외친 사건이다.

## 교육
- 병천초등학교 (병천리)
  - 봉성분교 (폐교) - 병천면 봉항로 569 (매성리)
- 병천중학교 (탑원리)
- 병천고등학교 (탑원리)
- 한국기술교육대학교 (가전리)